# Саманта Баркс
Сама́нта Джейн Баркс (англ. Samantha Jane Barks; народилася 2 жовтня 1990, Лаксі, острів Мен) — британська акторка та співачка. Стала відомою після участі у третьому шоу талантів Бі-бі-сі — «I'do anything» в 2008 році. Її виступ в «Знедолені» отримав номінацію на премію Гільдії кіноакторів за відмінний виступ та Satellite Award за найкращу жіночу роль другого плану.

## Життєпис
З трьох років Саманта Баркс відвідувала уроки танців, а також захоплювалася балетом і вчилася в школі мистецтв. У квітні 2007 відбувся вихід її першого альбому під назвою «Looking in Your Eyes». Альбом розійшовся невеликим тиражем — близько шестисот примірників. До нього увійшли деякі пісні, автором яких була сама виконавиця, видавцем виступила незалежна студія Brunswick.
У 2008 році Бі-бі-сі організувала шоу-проєкт, в якому підбиралися виконавці для мюзиклу «Oliver!», де Саманта в підсумку посіла почесне третє місце. Незабаром після фіналу вона була запрошена на відкриття перегонів для виконання гімну острова Мен. Потім вона майже протягом року подорожувала з мюзиклом «Кабаре», граючи Саллі Боулз, а після закінчення турне їй вдалося організувати власну програму під назвою «Аудієнція з Самантою Баркс».
Саманта Баркс грала головну роль в «Алладін», а також в лондонській версії «Знедолених» в Queens Theatre. Її гру високо оцінили критики. У телесеріалі «Високий ритм», який випустила кіностудія «Дісней», Сем перевтілилася в Зої. Знімання було досить цікавим, оскільки поєднувало живе знімання з анімаційним.
Баркс взяла участь у зніманні «Знедолені», головні ролі в якому виконали Х'ю Джекман, Рассел Кроу і Енн Гетевей. 2016 року заплановано вихід на екрани ще одного фільму за участю Саманти Баркс — «Гіркі жнива», кінофільму канадського режисера Джорджа Менделюка про історію кохання в розпал українського Голодомору 1932—1933 років, де вона зіграла разом із Максом Айронсом і Теренсом Стемпом.

## Особисте життя
Актриса з дитинства є вегетаріанкою і активно проповідує подібний спосіб життя. Також вона часто їздить по світу з благодійними візитами, бере участь у різних акціях, спрямованих на боротьбу з насильством і жорстокістю, особливо щодо тварин.

## Фільмографія
| Рік  | Фільм                            | Роль          | Примітки      |
| ---- | -------------------------------- | ------------- | ------------- |
| 2012 | Знедолені                        | Епоніна       |               |
| 2013 | Різдвяна свічка                  | Емілі Барстоу |               |
| 2013 | Джек і годинник із серцем зозулі | Міс Акація    |               |
| 2014 | Дракула. Невідома історія        | Баба Яга      |               |
| 2017 | Гіркі жнива                      | Наталка       |               |
| 2015 | Сотні вулиць                     | Лоте          | постпроду́кція |
| 2019 | Кохання з розрахунку             | Корні         |               |